# Martijn Padding
Martijn Padding (Amsterdam, 24 april 1956) is een Nederlands componist en pianist. Hij is bekroond met onder meer de International Rostrum of Composers-prijs van UNESCO (2009). Voor het Holland Festival 2014 schreef hij de opera Laika. In 2020 werd aan hem de Andreaspenning van de stad Amsterdam toegekend.

## Opleiding en artistieke ontwikkeling
Padding studeerde compositie bij Louis Andriessen aan het Koninklijk Conservatorium in Den Haag. Ook studeerde hij piano en muziekwetenschap aan de Universiteit van Utrecht. Hij maakte documentaires voor de radio en hij werkte jarenlang als begeleider op de piano bij het dansgezelschap van Krisztina de Châtel.
Padding zei over zijn eerste compositorische activiteit: 'Op m’n 17e kreeg ik pianoles van Fania Chapiro. Ik moest een stuk uit Béla Bartóks Microkosmos instuderen dat was genoteerd in vier mollen voor de linkerhand en drie kruizen voor de rechterhand. Ik merkte de toonsoortaanduiding niet op en oefende met alleen maar verkeerde noten. Zo ontstond er bij toeval iets nieuws dat ik minstens zo interessant vond als het origineel’. Van Bartók was speciaal diens Tweede vioolsonate (1921) voor Padding de brug naar hedendaagse muziek. Hij heeft zijn methode van componeren beschreven als 'fascinatie voor helderheid en de tegenstelling tussen het logische en het onlogische. Ik zoek de listigheid in plaats van het dramatische grote gebaar.' Hij zegt stijl onbelangrijk te vinden, elk nieuw werk mag totaal anders klinken dan het vorige. Bij het opstarten van een stuk improviseert hij: 'Het kneden van de noten en de harmonie levert vaak de eerste aanzetten tot een idee voor een compositie.'

## Componeren en muzikale invloeden
Padding schrijft composities voor soloinstrumenten met ensemble en voor symfonieorkest in grote bezetting. Ook maakt hij muziektheaterstukken. In zijn latere werk is steeds vaker een theatraal element aanwezig. Hij combineert elementen uit de hedendaagse muziek, de popmuziek en -cultuur en de traditionele klassieke muziek.
Padding werkt vaak nauw samen met de uitvoerende musici tijdens het componeren. Zo schreef hij een aantal stukken (met en zonder elektronica) voor het kwintet Ensemble LOOS, waaronder de opera Tattooed Tongues (première tijdens het Warschauer Herbstfestival 2001). Ook werkte samen met dirigent Jurjen Hempel. Hempel leidde de premières van de orkestwerken KIER (2005) en Two Scenes for Orchestra (2007, geschreven voor het Nederlands Studenten Orkest). Met regisseur Paul Koek en diens avantgardistische muziektheatergezelschap De Veenfabriek maakte Padding onder meer Superville (2005), Licht is de Machine (2008) en Machine Agricole  (2010). Voor een uitvoering van de volledige reeks van Beethovens negen symfonieën in het Holland Festival 2010 met Jos Van Immerseel en diens gezelschap Anima Eterna, schreef Padding een nieuwe ouverture, Glimpse, met dezelfde bezetting als Beethovens Die Geschöpfe des Prometheus.
Padding heeft gezegd dat Berio’s Sinfonia rond 1968 het Nederlands muziekleven wakker schudde voor hedendaagse muziek: 'Het gebruik van halve tonaliteit, de instrumentatie, het vermengen van 'hoge' en 'lage' kunst, de theatraliteit.' Net als Berio beschouwt hij kopiëren en herhalen als gerechtvaardigde compositorische praktijk: 'De noten glijden dan makkelijk over het papier, maar nemen ook geheel onverwachte wendingen.'
Padding muzikale inspiratie is zeer divers, van West-Afrikaanse asafo-muziek tot Balinese gamelan. Van westerse componisten noemde hij onder meer Adriaan Willaert, Domenico Scarlatti, Joseph Haydn, Frederic Chopin en vooral Ludwig van Beethoven. Op basis van muziek van de laatste schreef hij verscheidene composities. Hij is geïntrigeerd door de 'essentie' in het late werk van componisten, zoals de Strijkkwartetten van Beethoven en de 'uitgebeende' late pianostukken van Franz Liszt. Padding gebruikte ook muzikale citaten uit het werk van Gustav Mahler. Hij noemde de componist Karlheinz Stockhausen 'het enige echte genie' uit de generatie van na 1945.

## Activiteiten als docent en bestuurder
Padding is hoofdvakdocent compositie aan het Koninklijk Conservatorium in Den Haag. Hij heeft ook muziek gedoceerd in Ghana. In Den Haag heeft Padding nauw samengewerkt met Nederlandse componisten zoals Gilius van Bergeijk, Guus Janssen, Diderik Wagenaar, Cornelis de Bondt, Calliope Tsoupaki en Peter Adriaansz.
Padding werd in 2007 voorzitter van Componisten '96, een beroepsverband dat in 2009 werd verenigd met het Genootschap van Nederlandse Componisten in de Unie van Componisten. Padding vertegenwoordigde de Nederlandse componisten onder meer in het Fonds voor de Scheppende Toonkunst dat later onderdeel werd van het Fonds Podiumkunsten, een door de overheid gefinancierde instelling voor verbreiding van het cultuuraanbod.

## Composities

### Werken voor orkest en ensemble
Een vroeg orkeststuk, 'Nicht Eilen, Nicht Schleppen' uit 1993, verwijst in de titel en muzikale thematiek naar de Tweede symfonie van Gustav Mahler en naar de dood van de componist. Een stuk gebaseerd op de aantekenboekjes van Beethoven, Sketchbook (2003-2004), is geschreven voor Guus Janssen en het Nederlands Blazers Ensemble, bedoeld voor 'authentieke' blaasinstrumenten met fortepiano. Het stuk is geprezen voor de vindingrijke manier waarop van oud materiaal gebruik is gemaakt. 2 scenes for orchestra, een orkestwerk uit 2007 dat een in memoriam is voor de Franse 19e-eeuwse componist Hector Berlioz en 2012 met nog twee delen is aangevuld, bevat veel bijzondere klankeffecten, zoals het gebruik van een paperclip op de vioolsnaar of de kikkervormige raspen in het slagwerk.

### Soloconcerten
Padding schreef diverse soloconcerto's voor instrumenten en klein ensemble. Het stuk Honk (2000) voor gitaar heeft het karakter van een lome ballad, maar zit vol bizarre glissandi en jengeltonen, onder meer voortgebracht door kleine claxons (Engels: 'honk') hetgeen een slapstick-effect geeft. De concerten die op cd zijn uitgebracht als Three Concerti omvatten Eight Metal Strings (2007) voor mandoline, First Harmonium Concerto (2008), het eerste concert uit de muziekgeschiedenis dat speciaal voor harmonium is geschreven, en White Eagle (2009). De cd kreeg in 2011 de Edison Klassiek-prijs in de categorie 'De Ontdekking'. In Eight Metal Strings bespeelt de slagwerker onder meer een fietspomp en een claxon. De fietspomp roept de muzikale 'ruis' op die ook in de Afrikaanse muziek zo'n belangrijke rol speelt. Het First Harmonium Concerto dankt zijn ontstaan aan een op een bierviltje gekrabbelde 'tegoedbon' die de harmoniumspeler Dirk Luijmes in een kroeg in Warschau door Padding kreeg toegestopt. Padding laat het harmonium klinken 'als een Zuid-Amerikaanse accordeon of bandoneon.' Voor dit concert kreeg Padding de Unesco-prijs voor composities, hij was de vierde Nederlandse laureaat na Louis Andriessen (1977), Hans Kox (1974) en Peter Schat (1973). 
Het vioolconcert White Eagle is een eerbetoon aan de in 2003 overleden componist Paul Termos
Het celloconcert Last Words bevat 'een op hol geslagen fantasie over de Forlane uit Bachs 
Eerste Orkestsuite, die al jaren in mijn hoofd zat en waarvan ik dacht dat ik eens een keer iets mee moest doen om er vanaf te komen'.

### Opera
Tattooed Tongues, ontstaan in 2000-2002, is een opera over de Zweedse religieuze mysticus en filosoof Emanuel Swedenborg uit de periode van het realisme, verplaatst naar de huidige tijd. Een recensent beschreef het als 'muzikale taal die je bijna tot tranen toe raakt, iets wat je alleen bij Barok of Romantiek verwacht.' Tattooed Tongues bevat theater, techno, film en andere kunstvormen. Het libretto is van Friso Haverkamp. De opera was in 2003 'de eerste succesvolle moderne muziekvoorstelling in Sint Petersburg'.

#### Laika
De opera Laika is het resultaat van een samenwerkingsverband van componist Padding, schrijver P.F. Thomése en kunstenaar Aernout Mik. Het was Pierre Audi, artistiek directeur van het Holland Festival en De Nederlandse Opera die Padding, Thomése en Mik voor deze productie samenbracht voor een uitvoering door het orkest Asko❘Schönberg. Het libretto vertelt het verhaal van talkshowhost Robbert die wordt opgejaagd door 'kijkcijferkoningin' Trix Dominatrix en zich afvraagt wat ooit zijn dromen waren. Robbert zoekt via een zendapparaat contact met de kosmonaut Gagarin en ruimtehond Laika, die door het heelal zweven. Na nog een ontmoedigende sessie in de studio besluit hij zich bij hen te voegen. De crew zwaait hem uit, een koor bezingt zijn ontsnapping. De partituur bevat een 'kijkcijferaria' als knipoog naar de beroemde 'catalogusaria' met liefdesveroveringen in Mozarts Don Giovanni. Van het libretto van Thomèse heeft Padding slechts een klein deel gebruikt, de librettist liet het snijden in de tekst over aan de componist.

## Lijst van werken (selectie)
- Ritorno (1988) for saxophone quartet
- Blend (1992) for piano
- Nicht Eilen Nicht Schleppen (1993) for soprano and ensemble
- Nederland Muziekland (1994) for soprano and piano
- Scharf Abreissen (1995) for large orchestra
- Oldenbarnevelt (1996) opera, with Louis Andriessen, Paul Koek and Florentijn Boddendijk
- Ein Haus mit einem Dach (1998) for ensemble and voice
- Honk (2000) for small ensemble
- Tattooed Tongues (2000-2002) opera
- Mordants (2002) for violin and piano
- Sketchbook (2003-4) for baritone, fortepiano and ensemble of period instruments
- Unequal parts (2005-6) for piano and ensemble
- Superville (2005) music theatre
- 2 scenes for orchestra (2007)
- Three reflexions on previous thoughts (2007, 2009, 2011) for orchestra and voice
- Eight Metal Strings (2007) mandoline concerto
- First Harmonium Concerto (2008)
- White Eagle (2009) violin concerto
- Licht is de Machine (2008) for voices and ensemble, music theatre
- Last Words (2010) for cello solo and ensemble
- Machine Agricole (2010) for voices and ensemble, music theatre
- Laika (2014) opera
- Huil van de Wolff, wolvengehuil voor beeld (2015/2016)
- Reports from the Low Country (2016) for double bass solo and orchestra